# Claire Fuller
Claire Fuller (* 9. Februar 1967 in Oxfordshire) ist eine englische Autorin.

## Leben
Fuller wuchs in aufgewachsen in Oxfordshire auf. Sie studierte in den 1980er Jahren Bildhauerei an der Winchester School of Art und arbeitete hauptsächlich mit Holz und Stein. Sie hat einen Master-Abschluss in kreativem und kritischem Schreiben von der University of Winchester. Fuller arbeitete anschließend im Marketing. Sie begann im Alter von 40 Jahren mit dem Schreiben von Romanen. Ihr Debütroman Unsere unendlichen Tage, der von Robin van Helsums Geschichte als Waldjunge Ray inspiriert wurde, wurde 2015 mit dem Desmond Elliott Prize ausgezeichnet und in elf Sprachen übersetzt.

## Werke
- Eine englische Ehe (Swimming Lessons (2017))[5]
- 2018: Bittere Orangen (Bitter Orange), Piper, ISBN 978-3-492-05921-3
- 2021: Unsere unendlichen Tage (Our Endless Numbered Days (2015)), Piper, ISBN	978-3-492-05828-5
- 2024: Jeanie und Julius (Unsettled Ground (2021)), Kjona Verlag, ISBN 978-3-910372-23-8

## Auszeichnungen (Auswahl)
- 2015: Desmond Elliott Prize für Unsere unendlichen Tage (Our Endless Numbered Days)
- 2021: Costa Book Awards für Jeanie und Julius (Unsettled Ground)